# FC VSS Košice
FC VSS Košice was een Slowaakse voetbalclub uit Košice. De club heeft vanaf 1903 onder verschillende namen deelgenomen in de competities in Hongarije, Tsjechoslowakije en Slowakije.

## Naamswijzigingen
- 1903-1945 — Košický Atletický Klub (KAC)
- 1945-1952 — Jednota Košice
- 1952-1956 — TJ Spartak VSS Košice
- 1956-1957 — TJ Spartak Košice
- 1957-1962 — TJ Jednota Košice
- 1962-1978 — TJ VSS Košice
- 1978-1990 — ZŤS Košice
- 1990-1992 — ŠK Unimex Jednota VSS Košice
- 1992-2005 — 1. FC Košice
- 2005-2015 — MFK Košice
- 2015-2017 — FC VSS Košice

## Geschiedenis
De eerste in Košice opgerichte club was Košický Atletický Klub (KAC) in 1903 met als clubkleuren blauw en geel. De eerste tien jaar speelde de club in de Hongaarse competitie, in 1909 werden ze kampioen in hun klasse. Van 1935-1938 vier jaar in de Oost-Slowaakse Karpaten-divisie. In het seizoen 1939/40 speelde de club in de Hongaarse Eerste divisie. Na de Tweede Wereldoorlog ging KAC een fusie aan met ČsŠk en Torekvés en gingen als Jednota Košice verder. Jednota speelde vanaf 1945 in de Eerste klasse van Tsjechoslowakije.

### VSS Košice
Als opvolger van KAC en Jednota kan de in 1952 opgerichte club Spartak VSS Košice worden gezien. Na tussentijdse naamswisselingen werd in 1962 de naam VSS Košice aangenomen. Ook deze club speelde in de Eerste divisie van Tsjechoslowakije met een tweede plaats in het seizoen 1970/71 als beste klassering. Vanwege deze prestatie speelde VVS in het seizoen 1971/72 in de UEFA Cup waar ze voor de tweede keer aan deelnamen in het seizoen 1972/73. In 1964 en 1973 waren ze verliezend finalist in de Beker van Tsjecho-Slowakije. De finale plaats in 1973 behaalden ze na de zege in de Beker van Slowakije.

### ZŤS Košice
In 1978 volgende andermaal een naamswijziging. Ditmaal naar ZŤS Košice. Als ZŤS werd in 1980 de Beker van Slowakije gewonnen en daarmee speelde daardoor in de finale van de Beker van Tsjecho-Slowakije, de finale werd verloren met 0-2 van Sparta Praag. In 1981 waren ze verliezend finalist. Van 1990-1992 speelde de club onder de naam ŠK Unimex Jednota VSS Košice.

### 1. FC Košice
In 1992 werd de naam 1. FC Košice aangenomen. In 1993 werd zowel de Slowaakse beker als de (laatste) Tsjechoslowaakse beker gewonnen. In de finale van laatstgenoemde beker werd Sparta Praag met 5-1 verslagen. Als vertegenwoordiger van Slowakije namen ze deel aan de Europacup II 1992/93 waarin in de eerste ronde werd verloren van Beşiktaş JK (2-1, 0-2). In 1997 werd 1.FC kampioen van Slowakije, het volgende Europese seizoen slaagde de club erin zich te plaatsen voor de groepsfase van de Champions League en was daarmee de eerste Slowaakse club die daarin slaagde. Het had ook de twijfelachtige eer om als eerste club in de geschiedenis van de Champions League met nul punten het toernooi te beëindigen.
Eigenaar Alexander Rezes wilde van de club een Europees topteam maken maar slaagde daarin niet, hoewel in 1998 de titel andermaal werd binnen gehaald kon de club zich niet opnieuw plaatsen voor de groepsfase in de Champions League. In 2001 dreigde de club overgenomen worden door Italianen, maar dit ging niet door. De club degradeerde in 2003 uit de eerste divisie.
Košice had nu geen club in de eerste of tweede klasse, terwijl ten tijde van Tsjecho-Slowakije er regelmatig twee clubs uit de stad in de hoogste klasse speelden (Lokomotiva Košice, de andere 'grote' club uit Košice, speelt tegenwoordig in de vierde klasse).

### MFK Košice
Door de financiële situatie bij 1. FC stond de club in 2005 op de rand van het faillissement. De voorzitter van Steel Trans Licartovce (bekerfinalist in 2004) bood aan om de club over te nemen. Steel Trans verhuisde naar het stadion van 1. FC en veranderde de naam in MFK Košice. In 2006 werd de club kampioen in de I.Liga, de tweede klasse in Slowakije. In 2009 werd de beker van Slowakije voor de vierde keer gewonnen (inclusief zijn voorgangers). In 2015 kreeg de club geen licentie voor het volgende seizoen en moest ondanks een 6de plaats degraderen. De club veranderde opnieuw de naam, nu in FC VSS Košice. De club won de 2. Liga 2016/17 maar kreeg geen licentie voor het hoogste niveau. Hierop werd de club op 27 juli 2017 ontbonden.

## Erelijst
- Beker van Tsjecho-Slowakije (1x)

1993
- Landskampioen Slowakije (2x)

1997, 1998
- Beker van Slowakije (5x)

1973, 1980, 1993, 2009, 2014
- Slowaakse Supercup (1x)

1997
- Slowaakse tweede divisie (1x)

2006, 2017

## Eindklasseringen
| Seizoen   | №         | Clubs     | Divisie                  | Duels     | Winst     | Gelijk    | Verlies   | Doelsaldo | Punten    | Tsch      |
| Slowakije | Slowakije | Slowakije | Slowakije                | Slowakije | Slowakije | Slowakije | Slowakije | Slowakije | Slowakije | Slowakije |
| --------- | --------- | --------- | ------------------------ | --------- | --------- | --------- | --------- | --------- | --------- | --------- |
| 1993–1994 | 6         | 12        | Corgoň Liga              | 32        | 8         | 11        | 13        | 35–54     | 27        |           |
| 1994–1995 | 2         | 12        | Corgoň Liga              | 32        | 15        | 7         | 10        | 54–42     | 52        |           |
| 1995–1996 | 2         | 12        | Corgoň Liga              | 22        | 15        | 1         | 6         | 47–25     | 46        |           |
| 1996–1997 |           | 16        | Corgoň Liga              | 30        | 21        | 7         | 2         | 61–19     | 70        |           |
| 1997–1998 |           | 16        | Corgoň Liga              | 30        | 21        | 5         | 4         | 71–24     | 68        |           |
| 1998–1999 | 4         | 16        | Corgoň Liga              | 30        | 19        | 4         | 7         | 51–26     | 61        |           |
| 1999–2000 | 2         | 16        | Corgoň Liga              | 30        | 19        | 4         | 7         | 57–31     | 61        |           |
| 2000–2001 | 9         | 10        | Corgoň Liga              | 36        | 10        | 7         | 19        | 42–61     | 37        |           |
| 2001–2002 | 9         | 10        | Corgoň Liga              | 36        | 6         | 13        | 17        | 30–62     | 31        |           |
| 2002–2003 | 10        | 10        | Corgoň Liga              | 36        | 6         | 12        | 18        | 41–64     | 30        |           |
| 2003–2004 | 16        | 16        | 1. liga                  | 30        | 4         | 5         | 20        | 36–75     | 17        |           |
| 2004–2005 |           |           |                          |           |           |           |           |           |           |           |
| 2005–2006 | 1         | 16        | 1. liga                  | 30        | 23        | 4         | 3         | 67–12     | 73        |           |
| 2006–2007 | 5         | 12        | Corgoň Liga              | 28        | 10        | 5         | 13        | 31–35     | 35        |           |
| 2007–2008 | 6         | 12        | Corgoň Liga              | 33        | 13        | 6         | 14        | 45–44     | 45        |           |
| 2008–2009 | 4         | 12        | Corgoň Liga              | 33        | 14        | 10        | 9         | 48–42     | 52        |           |
| 2009–2010 | 11        | 12        | Corgoň Liga              | 33        | 8         | 9         | 16        | 32–57     | 33        |           |
| 2010–2011 | 10        | 12        | Corgoň Liga              | 33        | 8         | 9         | 16        | 28–44     | 33        |           |
| 2011–2012 | 11        | 12        | Corgoň Liga              | 33        | 6         | 11        | 16        | 25–40     | 29        |           |
| 2012–2013 | 5         | 12        | Corgoň Liga              | 33        | 12        | 11        | 10        | 38–33     | 47        | 2.358     |
| 2013–2014 | 5         | 12        | Corgoň Liga              | 33        | 13        | 7         | 13        | 41–40     | 46        | 2.480     |
| 2014–2015 | 6         | 12        | Fortuna Liga             | 33        | 11        | 8         | 14        | 43–48     | 41        | 1.770     |
| 2015–2016 | 3         | 12        | 1. liga (Skupina Vychod) | 30        | 18        | 5         | 7         | 48–23     | 56        | 972       |

## MFK Košice in Europa
MFK Košice speelt sinds 1971 in diverse Europese competities. Hieronder staan de competities en in welke seizoenen de club deelnam:
- Champions League (2x)

1997/98, 1998/99
- Europa League (2x)

2009/10, 2014/15
- Europacup II (1x)

1993/94
- UEFA Cup (6x)

1971/72, 1973/74, 1995/96, 1996/97, 1998/99, 2000/01
- Intertoto Cup (1x)

1995

## Bekende (oud-)spelers
- Kamil Čontofalský
- Pavol Diňa
- Peter Dzúrik
- Ľubomír Faktor
- Vladimír Janočko
- Ivan Kozák

- Jozef Kožlej
- Radoslav Král
- Marko Milinković
- Szilárd Németh
- Michal Pančík
- Jozef Pisár

- Róbert Semeník
- Július Šimon
- Marek Špilár
- Radoslav Zabavník
- Vladislav Zvara
- Vladimír Weiss

## Trainer-coaches
- Jozef Vengloš (1969–1971)
- Jozef Jankech (1973–1975)
- Andreas Singer (1986–1993)
- Jozef Jankech (1991)
- Ján Zachar (1993–1995)
- Ján Kozák (1996–1997)

- Ján Kozák (1998–1999)
- Jozef Valovič (2000–2001)
- Ján Kozák (2005–2009)
- Jan Bodnar (2007–2008)
- Goran Milojević (2010)
- Žarko Đurović (2010)

- Štefan Tarkovič (2010–2011)
- Ladislav Šimčo (2011–2012)
- Ján Kozák (2012–2013)
- Jaroslav Galko (2013)
- Radoslav Látal (2013–)